# Edgars Bertuks

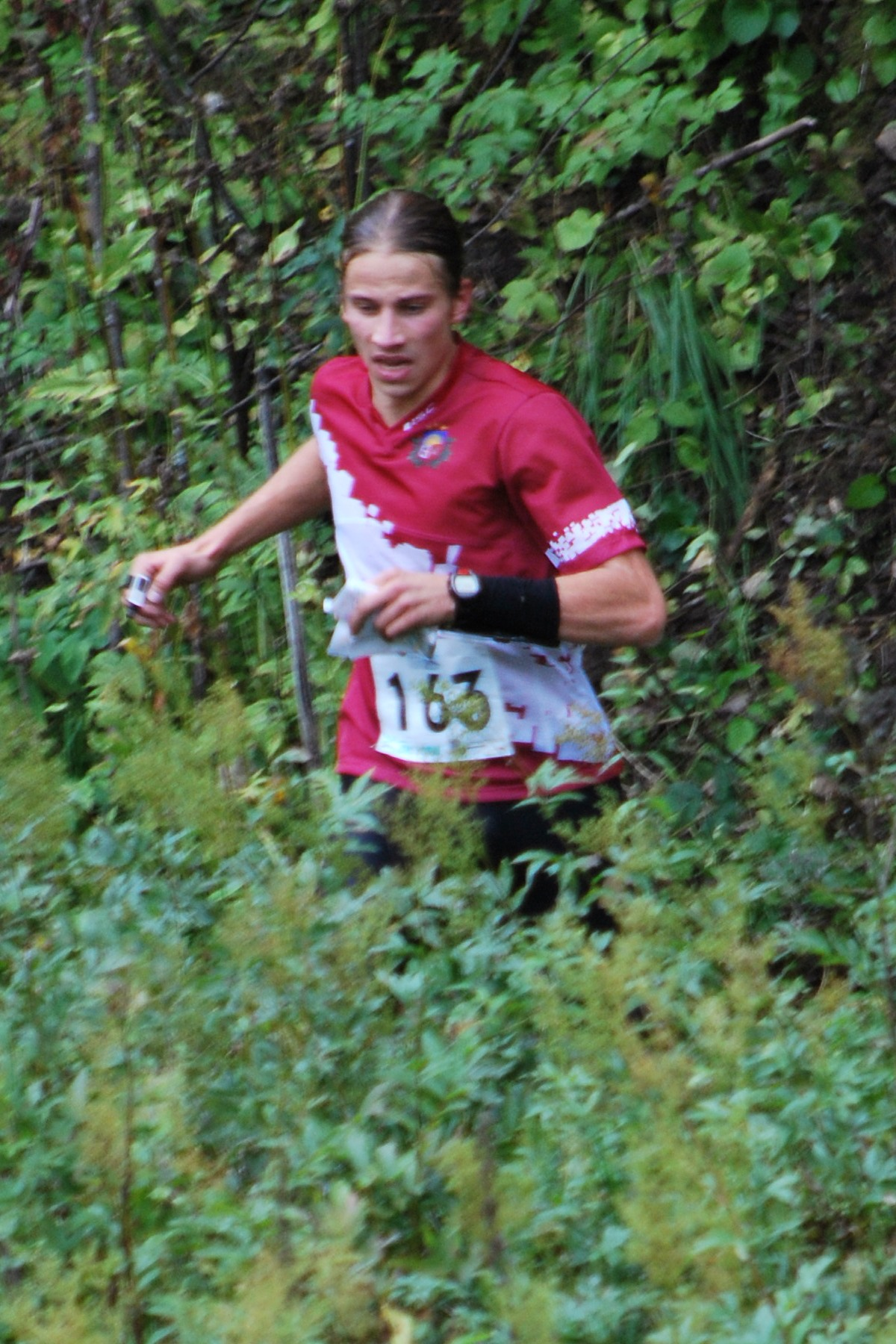
Edgars Bertuks bei einem Wettbewerb 2009 in Estland

Edgars Bertuks (* 1. Januar 1985 in Alūksne, Lettische SSR) ist ein lettischer Orientierungsläufer. 2012 gewann er die Weltmeisterschaft auf der Mitteldistanz.
Bertuks debütierte 2006 bei Europa- und Weltmeisterschaften der Aktiven. Erstmals in die internationale Spitze lief er zwei Jahre später bei den Europameisterschaften in seiner Heimat Lettland, als er auf der Langdistanz Siebter wurde, knapp dreieinhalb Minuten hinter dem Sieger Dmitri Zwetkow aus Russland. Bei den Weltmeisterschaften im selben Jahr in Tschechien kam er im Rennen über die Mitteldistanz auf den neunten Rang. 2009 profitierte die lettische Staffel mit Mārtiņš Sirmais, Janis Krumins und Bertuks beim Staffelrennen der Weltmeisterschaften im ungarischen Miskolc vom Ausfall mehrerer Spitzenteams infolge eines Unfalls des schwedischen Läufers Martin Johansson. Bertuks lief als Schlussläufer mit einem knappen Rückstand von vier Sekunden auf die Staffel Finnlands die lettische Staffel auf den vierten Platz. 
2012 wurde er in Lausanne völlig überraschend als 60. der Weltrangliste Weltmeister auf der Mitteldistanz. Er ist damit der erste lettische Weltmeister im Orientierungslauf. Dass dieser Erfolg kein Einzelfall war, bewies er zwei Tage später beim Finale über die Langdistanz. Hier sicherte er sich hinter Olav Lundanes aus Norwegen und Matthias Merz aus der Schweiz die Bronzemedaille. 2013 wiederholte er den dritten Platz auf der Langdistanz. Der Sieg ging an Thierry Gueorgiou aus Frankreich vor dem Finnen Jani Lakanen.
Bertuks läuft in Lettland für den OK Alūksne. Bei internationalen Wettkämpfen wie etwa der Jukola startet er wie sein Landsmann Mārtiņš Sirmais für Turun Metsänkävjät aus der finnischen Stadt Turku.

## Platzierungen
| Weltmeisterschaften | Sprint | Mittel | Lang | Staffel |
| ------------------- | ------ | ------ | ---- | ------- |
| 2006 Aarhus         | 41.    | 41.    | nq   | 7.      |
| 2007 Kiew           | 40.    | 16.    | dsq  | 17.     |
| 2008 Olomouc        |        | 9.     | 33.  | 5.      |
| 2009 Miskolc        |        | 20.    | nq   | 4.      |
| 2010 Trondheim      | nq     | nq     | 33.  | 11.     |
| 2011 Savoie         |        | 40.    | 31.  | 11.     |
| 2012 Lausanne       |        | 1.     | 3.   | 7.      |
| 2013 Vuokatti       |        | 8.     | 3.   | 12.     |

| Gesamt-Weltcup | Gesamt-Weltcup |
| -------------- | -------------- |
| 2006           | 146.           |
| 2007           | 69.            |
| 2008           | 38.            |
| 2009           | 77.            |
| 2010           | 69.            |
| 2011           | 51.            |
| 2012           | 15.            |
| 2013           | 41.            |

| Europameisterschaften | Sprint | Mittel | Lang | Staffel |
| --------------------- | ------ | ------ | ---- | ------- |
| 2006 Otepää           | 49.    | nq     | dsq  | 10.     |
| 2008 Ventspils        |        |        | 7.   | 9.      |
| 2010 Primorsko        | 36.    | 17.    |      | 13.     |
| 2012 Falun            |        | 28.    | 23.  | 6.      |

| Junioren-WM | Sprint | Mittel | Lang | Staffel |
| ----------- | ------ | ------ | ---- | ------- |
| 2003 Põlva  |        | 50.    | 17.  | 16.     |
| 2004 Gdynia |        |        | 57.  | 4.      |
| 2005 Tenero |        |        | 60.  | 6.      |